# Park Narodowy Muddus

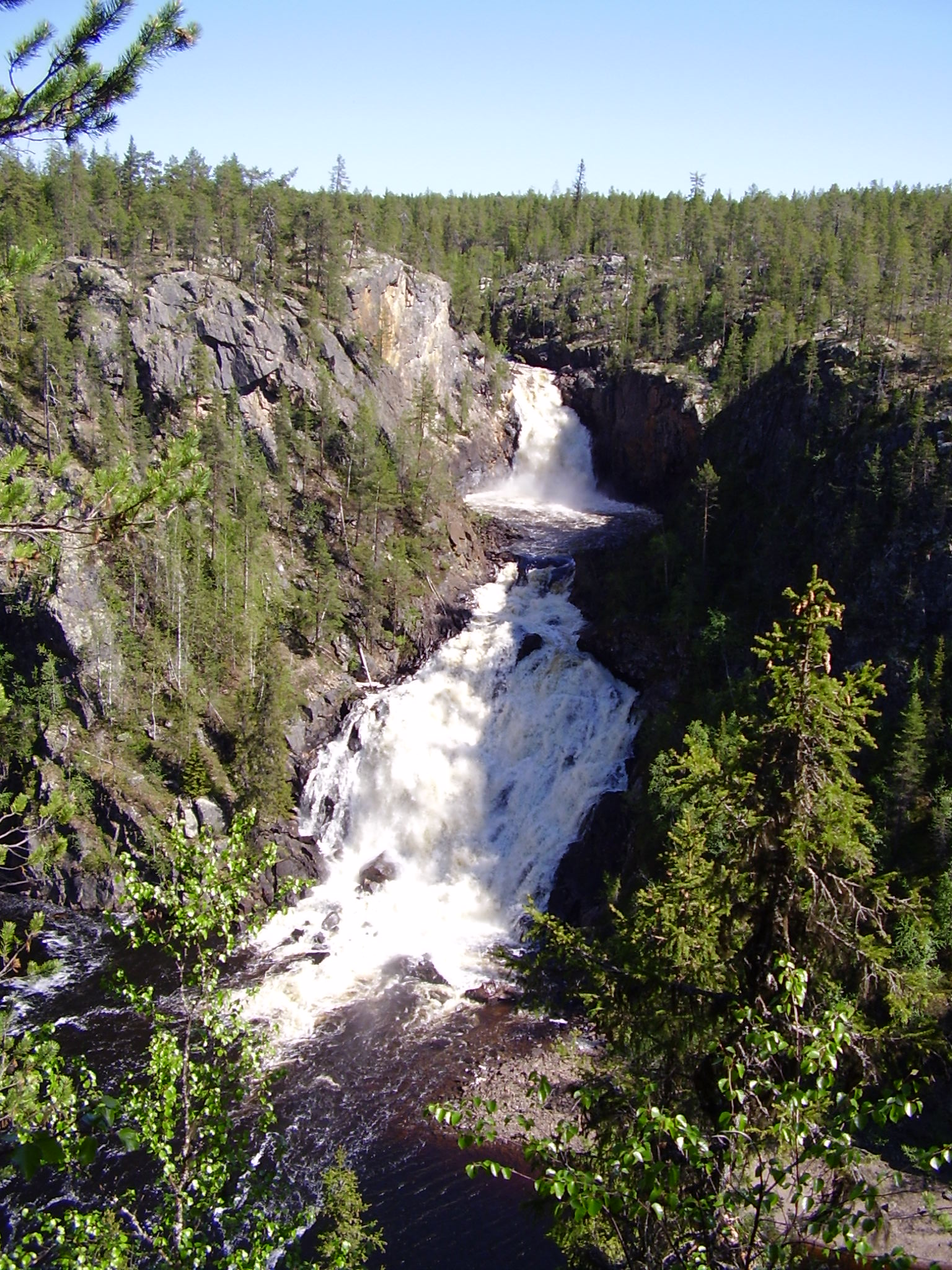
Wodospad na rzece Muddusjokk na terenie parku

Park Narodowy Muddus (szw. Muddus nationalpark) – park narodowy w Szwecji, położony na terenie gmin Gällivare i Jokkmokk, w regionie Norrbotten. Został utworzony w 1942 w celu ochrony fragmentu szwedzkiej tajgi, rozległych obszarów bagien, jezior i głębokich szczelin skalnych. W 1996 wraz z położonymi w pobliżu parkami narodowymi Sarek, Padjelanta i Stora Sjöfallet trafił na listę światowego dziedzictwa UNESCO jako obszar Laponia.
Lasy na terenie parku mają charakter naturalny. Niektóre źródła podają, że rośnie tu sosna, która ma ponad 730 lat. Mimo niewielkiej liczby siedlisk ludzkich na terenie parku, lasy były wielokrotnie niszczone przez duże pożary.
Mimo położenia na północy, flora i fauna parku jest dość interesująca. Na terenie Parku Narodowego Muddus rośnie kilka gatunków storczyków (gółka długoostrogowa (Gymnadenia conopsea), storzan bezlistny (Epipogium aphyllum)). Na bagnach i nad jeziorami spotkać wiele gniazdujących ptaków a lasy są zamieszkiwane przez niedźwiedzie (Ursus arctos), rysie (Lynx lynx) i rosomaki (Gulo gulo).
Park Narodowy Muddus jest dość trudno dostępny. Na jego terenie wyznaczono kilka szlaków turystycznych. Ścieżki prowadzą do wodospadu na rzece Muddusjokk oraz do głębokiej na 50 m szczeliny Måskokårså. Na terenie parku zbudowano także kilka schronień, w których turyści mogą nocować. W miejscu zwanym Muddusloubbal stoi wieża, z której można obserwować ptaki nad rozległymi bagnami. Od 15 marca do 31 lipca każdego roku obszary wokół jeziora Muddusjaure, wzgórza Sörstubba oraz rzeki Måskokårså są niedostępne dla turystów w celu ochrony miejsc lęgowych ptaków.